# Juttultjärnen
Juttultjärnen är en sjö i Älvdalens kommun i Dalarna och ingår i Dalälvens huvudavrinningsområde. Sjön har en area på 0,184 kvadratkilometer och ligger 746,2 meter över havet.

## Delavrinningsområde
Juttultjärnen ingår i det delavrinningsområde (689436-134105) som SMHI kallar för Utloppet av Juttultjärnen. Medelhöjden är 748 meter över havet och ytan är 0,66 kvadratkilometer. Det finns inga avrinningsområden uppströms utan avrinningsområdet är högsta punkten. Vattendraget som avvattnar avrinningsområdet har biflödesordning 4, vilket innebär att vattnet flödar genom totalt 4 vattendrag innan det når havet efter 510 kilometer. Avrinningsområdet består mestadels av skog (54 procent) och sankmarker (18 procent). Avrinningsområdet har 0,18 kvadratkilometer vattenytor vilket ger det en sjöprocent på 27,8 procent.